# 21 Pułk Piechoty Liniowej
21 Pułk Piechoty Liniowej – polski pułk piechoty okresu powstania listopadowego.

## Formowanie i zmiany organizacyjne
Po abdykacji Napoleona, car Aleksander I wyraził zgodę na odesłanie oddziałów polskich do kraju. Miały one stanowić bazę do tworzenia Wojska Polskiego pod dowództwem wielkiego księcia Konstantego. 13 czerwca 1814 roku pułkowi wyznaczono miejsce koncentracji w Siedlcach.  Pułk nie został jednak odtworzony, bowiem etat armii Królestwa Polskiego przewidywał tylko 12 pułków piechoty. Nowe pułki piechoty sformowano dopiero po wybuchu powstania listopadowego. Rozkaz dyktatora gen. Józefa Chłopickiego z 10 stycznia 1831 roku nakładał obowiązek ich organizowania na władze wojewódzkie. 21 pułk piechoty tworzony był w województwie podlaskim pierwotnie pod nazwą: 1 Pułk Województwa Podlaskiego. Zgodnie z etatem pułk miał składać się ze sztabu i trzech batalionów piechoty liniowej po cztery kompanie, winien liczyć 57 oficerów, 216 podoficerów, 40 muzykantów, i 2355 szeregowych frontowych i 27 żołnierzy niefrontowych. W sumie w pułku miało służyć 2695 żołnierzy. 
Pułk walczył pod Międzyrzecem (29 sierpnia) i Terespolem (2 września).

## Walki pułku
Po zajęciu przez Rosjan Podlasia, 21 pułk piechoty liniowej formował się w rejonie Warszawy, a następnie w rejonie Gór Świętokrzyskich. Od marca podlegał dowódcy grupy dozorowania górnej Wisły gen. Janowi Kantemu Julianowi Sierawskiemu. Powolny proces formowania pułku spowodował, że jego dotychczasowy dowódca otrzymał 4 czerwca dymisję, a komendę objął ppłk Jórski. W połowie czerwca pułk włączony został do korpusu gen. Ramorino.
29 sierpnia wziął udział w natarciu na rosyjski korpus gen. Rosena. 2 września stoczył potyczkę pod Terespolem. Nieudolność dowodzącego korpusem gen. Ramorino przekreśliła szansę zniszczenia słabszego Rosena. Korpus Ramorino nie zdołał wzmocnić załogi Warszawy przed jej szturmem przez Paskiewicza.  Po upadku stolicy pułk w składzie korpusu wycofał się w Lubelskie nie podejmując walki z oddziałami rosyjskimi. 18 września przekroczył granicę Galicji i złożył broń przed Austriakami.

## Uzbrojenie i umundurowanie
Uzbrojenie podstawowe piechurów stanowiły kosy i piki oraz karabiny skałkowe. Zapewne były to karabiny francuskie wz. 1777 (kaliber broni 17,5 mm), być może rosyjskie z fabryk tulskich wz. 1811 (kaliber 17,78 mm), z bagnetami. W późniejszym okresie uzbrojenie poprawiało się, dzięki broni zdobycznej i dostawom karabinów własnej produkcji. Poza kosami lub karabinami piechurzy posiadali siekiery, a w późniejszym okresie niekiedy także tasaki (pałasze piechoty). Oficerowie byli uzbrojeni w szable i pistolety. Wyposażenie żołnierzy, uzbrojonych w karabiny, uzupełniała ładownica na 40 naboi (czasem zastępowana torbą płócienną) oraz pochwa na bagnet. 
Umundurowanie początkowo było niejednolite i powinno składać się z:
- wołoszki lub sukmany, najlepiej sukiennej, podszytej płótnem, w kolorze zgodnym ze strojem włościańskim w danym województwie, z kołnierzem w kolorze województwa:
- kaftana lub kożuszka z rękawami, zakrywającego podbrzusze;
- spodni sukiennych, płótnem podszytych, szarych lub w kolorze wołoszki;
- ciżem (trzewików) lub butów krótkich (z krótkimi cholewami);
- furażerki z zausznicami, z lampasem (otokiem) w kolorze województwa;
- dwóch halsztuchów (co można tłumaczyć na "szalik" lub "krawat") czarnych;
- trzech koszul;
- pary rękawiczek bez palców;
- dwóch par gatek (kalesonów) płóciennych.

Wyłogi żółte.

## Żołnierze pułku
Pułkiem dowodzili:
- mjr Jan Szymanowski (dymisja 4 czerwca),
- ppłk Klemens Jórski (od 24 czerwca 1831, awansował na płk 11 sierpnia).

Oficerowie pułku:
- kpt. Walerian Karliński